# YUTEL
YUTEL war ein jugoslawisches Fernsehprogramm.
YUTEL wurde von der damaligen jugoslawischen Bundesregierung unter Ministerpräsident Ante Marković gegründet und nahm am 23. Oktober 1990 den Sendebetrieb auf. Das Programm bestand aus einer einstündigen Nachrichtensendung, die als Gegengewicht zu den nationalistisch eingefärbten Nachrichten der unter Kontrolle der jugoslawischen Republiken stehenden Sender gedacht war. Es wurde als Programmfenster regelmäßig über die Sender von TV Sarajevo (das sich aus der Kontrolle der bosnischen Regierung befreit hatte) und TV Skopje ausgestrahlt, zeitweise auch über andere Sender der Fernsehsender der Republiken.
Sitz des Programms war Sarajevo. Direktor von YUTEL war Bato Tomašević (1929–2017), Chefredakteur war Goran Milić (* 1946).
Weil Sendezeiten jeweils nach den Provinzen geordnet wurde, setzten die nationalistischen Regionen die Sendezeit spät in die nach, um Yutel weniger Reichweite zu geben.
Nachdem zu Beginn des Krieges in Bosnien-Herzegowina am 1. Mai 1992 der Sendemast in Vlasić unter die Kontrolle von Truppen der bosnischen Serben geriet, war YUTEL nur noch in der Stadt Sarajevo zu empfangen. Am 11. Mai 1992 wurde der Sendebetrieb eingestellt.